# نيكولا كومبيديلي
نيكولا كومبيديلي (بالإيطالية: Nicola Campedelli)‏ (7 فبراير 1979 بجاتيو في إيطاليا - ) هو لاعب كرة قدم إيطالي في مركز الوسط. شارك مع منتخب إيطاليا تحت 20 سنة لكرة القدم ومنتخب إيطاليا تحت 21 سنة لكرة القدم. أما مع النوادي، فقد لعب مع نادي تشيزينا ونادي ساليرنيتانا ونادي مودينا وSSD Castel San Pietro Terme Calcio ‏.